# Burgruine Kirchberg an der Hainleite

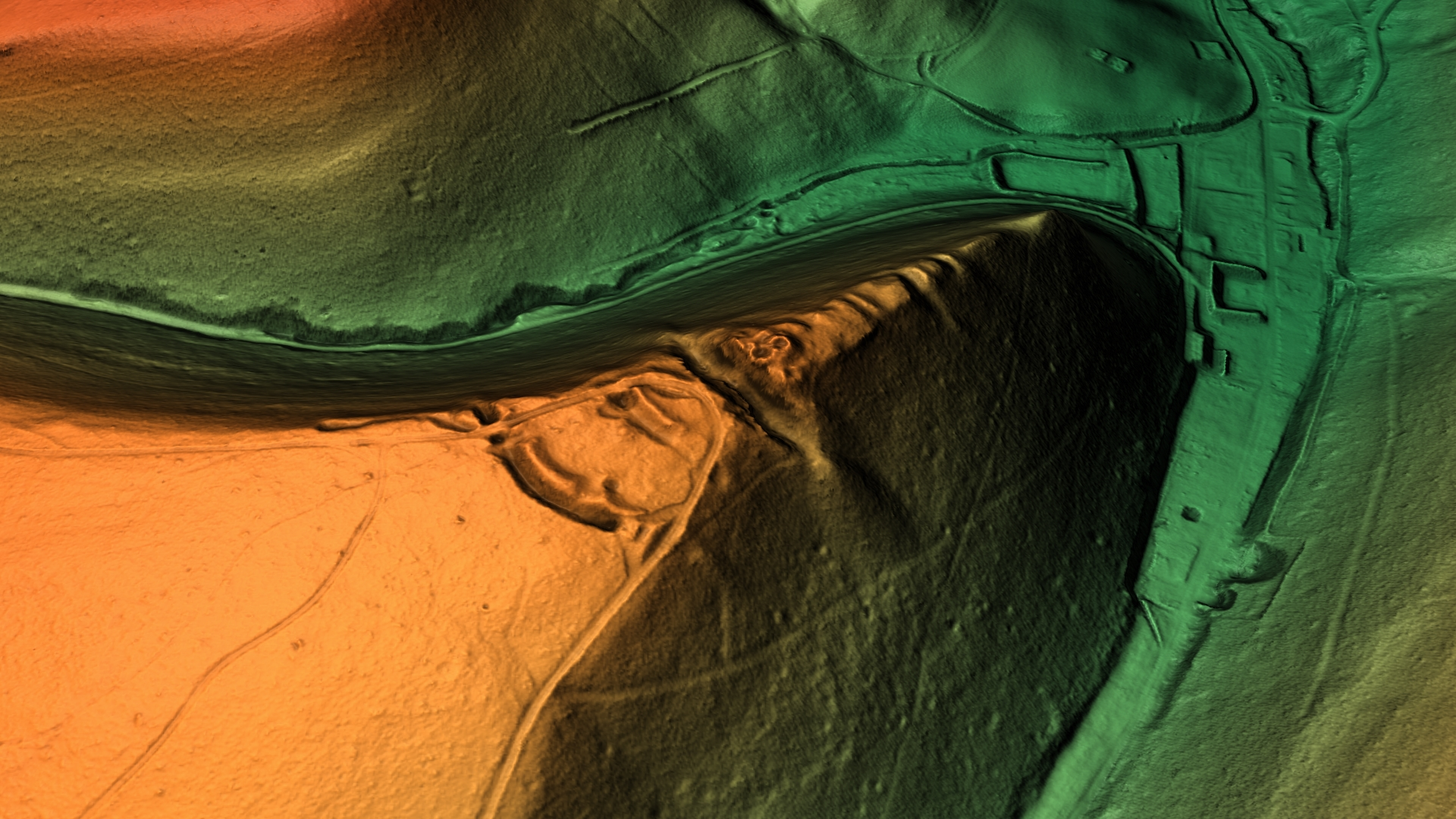
3D-Ansicht Kirchberg Alte Burg

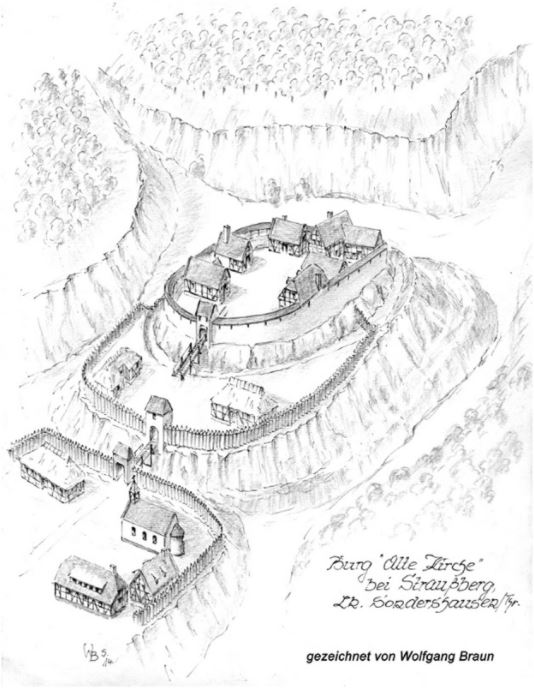
Rekonstruktionszeichnung Alte Kirche Geographische Lage: 51°23'22.0' N 10°43'07.8' O

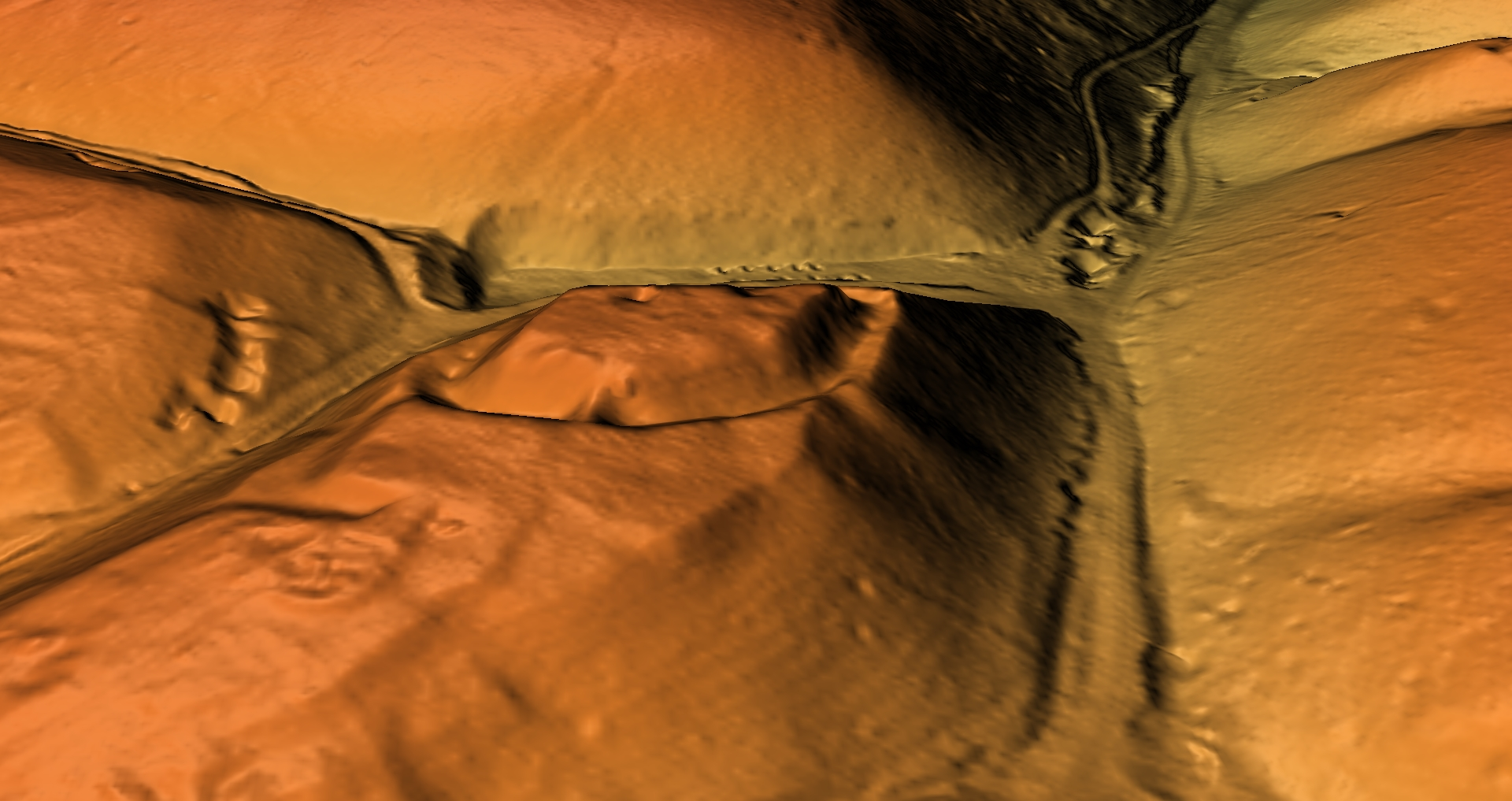
3D-Ansicht Kirchberg Alte Kirche

Die Burgruine Kirchberg an der Hainleite ist eine Burgstelle bei Wernrode im Norden von Thüringen.

## Lage
Zwischen den Bergen der Hainleite in Thüringen, der Wettenburg (463,2 m ü. NHN) im Süden, seinem Nordausläufer Rauchenberg (415,8 m) unmittelbar südwestlich des Dorfes Wernrode und dem Teilberg (442,7 m) im Norden, liegt die Ruine „Die Alte Burg“. Diese ist umschlossen vom Ungeheuren Tal und dem Kirchtal in der Gemarkung Straußberg.

## Geschichte
Nach seinem Italienzug reiste  Kaiser Otto III. am 17. Juli 997 durch Mühlhausen über den Harz und kam am 30. August 997 im Kloster Leitzkau bei Magdeburg an.
Der direkte Weg führte ihn über die Alte Heerstraße von Mühlhausen durch das Ungeheure Tal.
Auf dem Kirchberg traf Kaiser Otto III. mit dem  Erzbischof von Mainz und dem Propst des Stift St. Viktor vor Mainz Burchard von Worms zusammen. (Imperator de Italia regressus, Saxoniam ingreditur, & in locum, qui dicitur Kirchberg, pervenit; illuc Episcopus Moguntinus & cum eo venerandus Burcardus ad Imperatorem venit &c. Post aliquot dies autem licentia ab Imperatore accepta cum Archiepiscopo in locum NB. Heiligenstadt pervenit, ibique sacerdotalis officii infulam accepit.)
Die Grafen von Kirchberg lebten auf der Burg zwischen 1155 und 1268.
Graf Dietrich I. von Honstein († 1249) erwarb 1236 durch Kauf von Christian I. von Kirchberg die Hälfte der beiden Burgen Kirchberg und Ehrich.
Am 15. März 1247 übergab Graf Dietrich I. von Honstein die Burgen Kirchberg und Großenehrich an seine Tochter Sophie (* 1233–1259) bei der Hochzeit mit Heinrich III. von Schwarzburg (* 1219–1259), Sohn von Heinrich II. Graf von Schwarzburg.
1259 erhielt Heinrich II. von Honstein (* 1225–† 1284) die Hälfte der Burgen Kirchberg und Ehrich samt den zugehörigen Gütern von seiner verwitweten Schwester Sophie für 600 Mark Silber.
1268 erwarb Heinrich II. von Honstein die zweite Hälfte der Grafschaft Kirchberg mit der Burg von Heinrich IV. Graf von Kirchberg.
1287 waren die Gebrüder von Rüxleben als „castellani“ nachweisbar.
1312 teilen sich die Söhne von Graf Heinrich III. († 1305) von Honstein, Dietrich IV. († 1317) und Heinrich V. († 1356) das Erbe mit allen Besitzungen. Unter Anderen besaßen sie das "Haus" Spatenberg, die Burgen Kirchberg, Großenehrich und Straußberg, Schloss Sondershausen und Stadt Sondershausen, sowie die Orte Greußen, Clingen und alles was sich südlich der Wipper befand.
Heinrich von Rüxleben war im Jahr 1347 Eigentümer der Burg. Im Jahr 1356 kam die Herrschaft Kirchberg an die Grafen von Schwarzburg, die diese aber Ende des 14. Jahrhunderts aufgaben. 1448 wurde im Subsidienregister von 1506 unter dem Sedes Jechaburg noch „Kerchperg“ aufgeführt. Im Dreißigjährigen Krieg wurden die Burg Kirchberg und die Alte Kirche völlig zerstört.

## Burgruine Kirchberg Alte Burg
Die Spornburg Kirchberg Alte Burg misst auf dem auslaufenden Bergrücken eine Gesamtlänge von ca. 230 m. Der Burgplatz hatte im Bereich der Kernburg eine langgestreckt-rechteckige Form, mit den Ausmaßen von 35 × 70 m. Südwestlich – gegen die Angriffsseite – befindet sich ein in den Felsen geschlagener 7,50 m breiter Halsgraben. Unmittelbar hinter dem Graben steht heute der Rumpf eines runden Bergfrieds von etwa 7,50 m Durchmesser inmitten seines „Schüttkegels“.
Südwestlich des Halsgrabens der Hauptburg lag die Vorburg mit Ausmaßen von 70 m Länge und 90 m Breite. Diese war im Südwesten durch einen hohen gebogenen Wall mit Vorgraben abgeschlossen. Im Inneren der Vorburg befand sich ein kurzer, möglicherweise nicht fertiggestellter Wall mit Vorgraben.

## Ruine Kirchberg Alte Kirche
Auf einer 370 m ü. NN liegenden, nach Nordosten zum Kirchtal abfallenden Hochfläche, 500 Meter südlich der Burgruine „Alte Burg“ befindet sich eine zweite Ruine, genannt Kirchberg „Alte Kirche“. Im Zentrum der Anlage befand sich ein ovaler Burgplatz von 38 × 50 m Durchmesser mit gerader Nordseite. Diese war nach Norden hin durch einen Steilhang mit künstlicher Terrasse geschützt. Erhalten ist ein Stück sorgfältig gefügter Ringmauer am Eingang, nebst weiteren Mauerteilen. Vereinzelt sind Dachziegel-Fragmente vorhanden. Jenseits des südlichen Halsgrabens und der kleinen Vorburg liegt das wüste Dorf Kirchberg mit den undeutlichen Grundmauern einer romanischen Kapelle. Im südlichen Vorfeld bemerkt man Bodenerhebungen und Senken,  Spuren des ehemaligen Dorfes.
Werner Schroeter, Lehrer des Dorfes Wernrode, beschrieb in seiner Chronik von Wernrode den Fund eines Massengrabes auf dem Gelände der "Wüsten Kirche" im Sommer 1950.
Nach wenigen Minuten Anstieg öffnete sich die Enge des Weges zu einem breiten Waldplatz, auf dem zwei uralte Linden standen, gewaltig in ihrem Umfang, die wie ein Eingangsportal den Weg freigaben, zu der schon längst verfallenen Kirche. Hier wurde an einer Ziegelmauer ein Massengrab freigelegt. Große rechteckig behauene Steine schlossen die Grabstelle ab. Knochen lagen wahllos umher. Man hatte bereits an dieser Stelle gegraben. Die Schicht, unter der sich das Massengrab befand, wurde auf 1,20 bis 1,30 m geschätzt. Unter den Skelettknochen und Extremitäten waren viele Unter- und Oberkiefer von Erwachsenen und Kindern am Fundort. Die Schädelreste waren nach Osten gerichtet. Ein Schädel wies eine Kopfwunde am Stirnknochen auf, welche anscheinend von einem Schwert oder einem Lanzenstich herrührte. Schicht auf Schicht lagen ungefähr 15 bis 20 Skelette übereinander, die aus hygienischen Gründen mit Chlorkalk bestreut worden. Die Funde wurden auf das 17. Jahrhundert geschätzt, also wahrscheinlich ein Massengrab aus dem Dreißigjährigen Krieg.